# Szkoła Aspirantów Państwowej Straży Pożarnej w Krakowie
Szkoła Aspirantów Państwowej Straży Pożarnej w Krakowie (SA PSP w Krakowie) – dwuletnie policealne studium zawodowe przygotowujące kadrę średniego szczebla dowodzenia dla jednostek organizacyjnych Państwowej Straży Pożarnej. W szkole również organizowane jest szkolenie kwalifikacyjne oraz szkolenia doskonalące, w tym kursy specjalistyczne. Kształcenie przebiega w systemach stacjonarnym i zaocznym.
Znajduje się w Krakowie na os. Zgody 18, w Nowej Hucie.

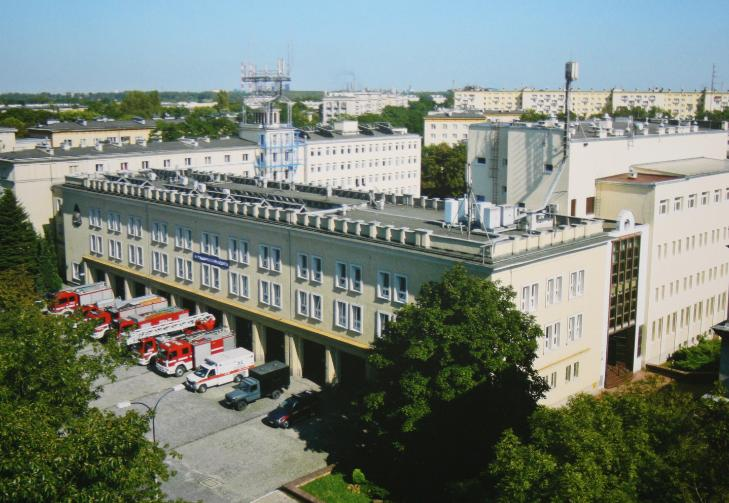
SAPSP Kraków